# Robusticoelotes pichoni
Robusticoelotes pichoni är en spindelart som först beskrevs av Schenkel 1963.  Robusticoelotes pichoni ingår i släktet Robusticoelotes och familjen mörkerspindlar. Inga underarter finns listade i Catalogue of Life.